# Придністровська ділянка українсько-молдовського кордону

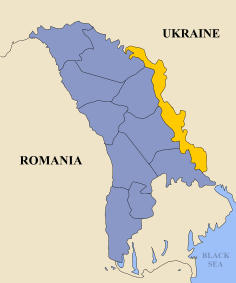
Придністров'я
Республіка Молдова

Придністровська ділянка українсько-молдовського кордону – центральний сегмент державного кордону між Республікою Молдова та Україною, який контролюється самопроголошеною Придністровською Молдавською Республікою.
Із прикордонного сектора, довжиною 939 км, який відокремлює Республіку Молдова від України, 405-кілометровий сегмент контролюється владою Придністров'я.

## Історія
Румуно-радянський кордон був встановлений у червні 1940 р. Радянсько-румунською комісією, створеною внаслідок передачі Румунією Бессарабії та Північної Буковини у склад СРСР після радянського ультиматуму. Цей кордон розділяє історичні райони Західної та Східної Молдови (відомі також як Бессарабія).
У серпні 1940 р. межі між Молдавською РСР та УРСР (обидві республіки у складі СРСР) були розмежовані. У 1991 році з розпадом СРСР утворилися нові держави Україна та Республіка Молдова, які успадкували кордони колишніх радянських республік.
2 вересня 1990 року в районі Молдови на лівому березі Дністра була проголошена "Придністровська Молдавська Радянська Соціалістична Республіка" (ПМРСР), яка в односторонньому порядку проголосила свою незалежність 25 серпня 1991 року під назвою "Придністровська Молдавська Республіка".
27 серпня 1991 р. Парламент Молдови прийняв Декларацію незалежності Республіки Молдова, за якою територія Молдови включала райони на лівому березі Дністра. У 1992 р. між молдавською владою та повстанськими сепаратистськими силами відбувся військовий конфлікт, який підтримали колишні радянські війська.
Конституцією Республіки Молдова від 1994 р. населені пункти на лівому березі Дністра були включені до складу автономної одиниці, яка називалася "Адміністративно-територіальні одиниці Лівобережжя Дністра". 22 липня 2005 року парламент Кишинева прийняв "Закон про основні положення правового статусу місцевостей на Лівому березі Дністра", який передбачав, що Придністров'я стане спеціальною автономною територіальною одиницею (АТО) Республіки Молдова, що передбачало статус, аналогічний статусу Гагаузії, Однак придністровське питання не було вирішене, і сепаратистська влада встановила кордони як з Республікою Молдова, так і з Україною, які вони контролюють через органи влади, створені всупереч Конституції Республіки Молдова .
Центральний відрізок державного кордону між Республікою Молдова та Україною, контрольований владою самопроголошеної Придністровської Молдавської Республіки, становить 405 км (з української сторони). З точки зору міжнародної спільноти, яка не визнає Дністровську Молдавську Республіку, цей сегмент є частиною молдавсько-українського кордону.
Кордон між Придністров'ям і Україною починається від села "Nimereuca" ( Сорока ) і слідує на південний схід , закінчуючись біля села "Purcari" ( Stefan Voda ). Прикордонний відрізок, контрольований сепаратистами, майже паралельний Дністру, знаходиться лише в декількох кілометрах на захід від нього.